# Philaeus ruber
Philaeus ruber là một loài nhện trong họ Salticidae.
Loài này thuộc chi Philaeus. Philaeus ruber được Elizabeth Maria Gifford Peckham & George William Peckham miêu tả năm 1885.